# Ichneumon fraudatorius
Ichneumon fraudatorius là một loài tò vò trong họ Ichneumonidae.